# Stockem (Arlon)
Pour les articles homonymes, voir Stockem.
Stockem (prononcé /stɔ.kεm/, en allemand Stockheim, en luxembourgeois Stackem) est un village de la ville belge d'Arlon située en Région wallonne dans la province de Luxembourg.
Il est surtout connu pour le camp militaire Général Bastin et l'ancien dépôt ferroviaire de la SNCB.

## Géographie
Situé à quatre kilomètres à l’ouest du centre-ville d’Arlon, Stockem est traversé d’est en ouest par la route nationale 83 reliant Arlon et Bouillon. Il est entouré au nord par la ligne ferroviaire 162 Arlon-Namur et par la route nationale 40 Arlon-Mons, au sud-est par la route nationale 82 Arlon-Virton, et au sud-ouest par l’autoroute A4/E411 Arlon-Bruxelles.
La gare ferroviaire se trouve sur la ligne 162 Arlon-Namur.

## Toponymie
Stockem est une contraction de Stockheim (suivant une charte de 1282), Stôck signifiant « souche d’arbre » et Stockheim désignant donc un lieu occupant un bois défriché. On rencontre plusieurs orthographes à travers l’histoire : Stockehem, Stockhem…

## Histoire
En 1286, Aldry de Stoquehem était prévôt d’Arlon. Stockem était une mairie de la prévôté d’Arlon jusqu’en 1795.
La famille de Pforzheim détenait entre autres la seigneurie de Stockem.
En 1795, Stockem est intégré à la commune de Heinsch.
Stockem est érigé en paroisse, par décret royal de 1842 et décision épiscopale de 1844, l’église étant construite en 1843.
La gare ferroviaire est mise en service en 1881.
La SNCB installe en 1926 une gare de formation et des ateliers de réparation qui ne seront mis en service qu’en 1930.
Le champ de tir de la garnison d’Arlon se trouvait déjà à Stockem avant 1914. L'école des troupes blindées s’y installe en 1952 avec la construction en 1951 du camp militaire Général Bastin.
À la fusion des communes de 1977, Stockem est intégré à la commune d'Arlon.

## Démographie
Stockem compte 1 453 habitants au 31 décembre 2012.

## Curiosités
- l'église Sainte-Walburge (1843) ;
- le dépôt ferroviaire de la SNCB (1926) ;
- le camp militaire Général Bastin (1951).

## Vie associative
Le village comprend une société de musique appelée Royale Harmonie La Stockemoise qui fut fondée en 1908. Les festivités du centenaire se sont déroulées durant un an jusqu’en mars 2009, la fin de cette période correspondant à la fin des travaux commencés en 2007 pour rénover en profondeur et étendre de la salle de musique située derrière l’église.
Le village comprend également un club des jeunes nommés « Le pavillon des jeunes de Stockem » où se retrouvent le samedi soir et le dimanche matin les Stockemois.

## Personnalités liées à la commune
- René Greisch (1929–2000), architecte.